# Isabel May
Isabel May (* 21. listopadu 2000, Santa Monica, USA) je americká herečka.

## Život
V šesté třídě její učitelka angličtiny navrhla rodičům, aby Isabel nějak vyjádřila svou kreativitu. Poté, co neměla tři roky úspěch na konkurzech, se spolu s jejími rodiči Isabel rozhodla, že bude mít od 10. třídy školní docházku formou online, aby se mohla více soustředit na herectví. O šest měsíců později získala roli Katie v seriálu Alexa a Katie bez předešlých hereckých zkušeností. Později se přidala k hereckému obsazení v seriálu Malý Sheldon jako dívka, o kterou má zájem Sheldonův bratr Georgie.  Další její hereckou rolí je hostitelka halloweenské party v nezávislém filmu z roku 2018 s názvem Pojďme vyděsit Julii k smrti. 

## Filmografie
| Rok       | Titul                        | Role               | Poznámky                    |
| --------- | ---------------------------- | ------------------ | --------------------------- |
| 2018–2020 | Alexa a Katie                | Katie Cooperová    | hlavní role                 |
| 2018–2020 | Malý Sheldon                 | Veronica Duncanová | opakující se role; 9 epizod |
| 2019      | Pojďme vyděsit Julii k smrti | Taylor             | film                        |
| 2020      | Run Hide Fight               | Zoe Hullová        | film                        |
| 2021      | 1883                         | Elsa Duttonová     | seriál                      |